# Veículos Alternativos para Mobilidade
O sistema de Veículos Alternativos para Mobilidade (VAMO), foi um serviço de carros elétricos compartilhados da cidade de Fortaleza, que operou entre setembro de 2016 e novembro de 2022, como  um novo modo de transporte para a população, sendo uma alternativa de mobilidade urbana sustentável.
O projeto era coordenado pela Secretaria Municipal de Conservação e Serviços Públicos (SCSP), por meio do Plano de Ações Imediatas de Transporte e Trânsito (PAITT), patrocinado pela empresa Hapvida Saúde, que foi escolhida após processo de licitação pública. A empresa Serttel era a responsável por implantar, operar e dar manutenção nos equipamentos. 
O sistema chegou a operar com dez estações e vinte carros compartilhados, sendo cinco do modelo “BYD e6” e 15 do modelo compacto “Zhidou EEC L7e-80”, sendo ambos veículos 100% elétricos.
A iniciativa foi uma das ações da Prefeitura de Fortaleza alinhadas ao Plano de Redução de Carbono da ICLEI – Local Governments for Sustainability e às diretrizes da Conferência das Nações Unidas sobre Mudança Climática (COP 21). O escopo do projeto estava alinhado às condições, especificações e normas exigidas pela Lei Federal nº 9.503/1997 do Código de Trânsito Brasileiro e suas alterações, além da Lei Federal nº 12.587/2012 da Política Nacional de Mobilidade Urbana.

## Histórico
No dia 4 de junho de 2016 se deu inicio ao projeto-piloto do sistema VAMO, que tinha como objetivo desta etapa ofertar um período de apresentação do sistema e realizar um pré-cadastro dos futuros usuários. Nessa primeira fase três veículos podiam ser usados de forma totalmente gratuita em pontos variados e estratégicos da capital. Então no dia 22 de setembro de 2016 o sistema foi inaugurado oficialmente com 5 estações (1 - Igreja de Nazaré, 2 - North Shopping, 3 - Praça Luiza Távora, 4 - Center Um,  5 - Shopping Iguatemi) e 8 veículos. Já em 17 de dezembro de 2016 foi inaugurada a estação 6 - Praça Antônio Prudente. No mês seguinte em 4 de janeiro de 2017 foram entregues mais duas estações: Estação 7 - Praça Martins Dourado e 8 - North Shopping Jóquei, totalizando assim 8 estações e 20 veículos.
No dia 9 de março de 2017 o então prefeito de Fortaleza, Roberto Cláudio, anunciou um pacote de medidas para estimular o uso do VAMO, na cidade. Além disso, o prefeito assinou um Convênio de Cooperação Técnica entre a Prefeitura, a Universidade de Fortaleza (Unifor) e a Enel Distribuição Ceará (Enel) para um Centro de Pesquisa em Mobilidade Elétrica.
O Pacote VAMO 2017 inclui parcerias com estabelecimentos públicos e privados para a criação de, inicialmente, dez vagas específicas para os veículos elétricos, com isenção de pagamento no estacionamento. A partir do dia 20 de março, inicia-se, também, a redução das tarifas para o uso dos veículos. O preço vai sair de R$ 40 para R$ 15 por 30 minutos. Três horas com o uso dos carros elétricos custará R$ 35. Outra ação de incentivo é a criação do Aplicativo Carona para o compartilhamento dos carros entre os moradores da Cidade. Na ocasião, foi inaugurada uma nova estação dos veículos elétricos, localizada ao lado da Unifor, na Avenida Valmir Pontes. Outra unidade foi entregue no Bairro Parangaba. Agora, Fortaleza conta com dez estações e 20 veículos 100% elétricos.
No mesmo evento, o prefeito Roberto Cláudio participou da inauguração do Laboratório de Pesquisa e Inovação em Cidades (LAPIN) e assinou o termo de cooperação para a criação do Centro de Pesquisa em Mobilidade Elétrica (CPqMEL). O objetivo do CPqMEL é desenvolver modelos de negócios para aplicações nas instituições públicas e privadas e disseminar o uso da mobilidade elétrica para a população, levando em consideração os impactos sociais e ambientais na Cidade. “O uso dos carros elétricos é uma ação inovadora no País e estamos aprimorando. O laboratório, além de entender o funcionamento dos carros elétricos, vai estudar a possibilidade de ampliarmos essas ações para ônibus elétricos e táxis elétricos. É um laboratório para produzir conhecimento prático que melhore o dia a dia da Cidade”, explicou o prefeito.
Em 2 de novembro de 2022, o projeto foi oficialmente encerrado, após 2 anos do fim da parceria com a Prefeitura de Fortaleza ainda 2020, desta forma, todas as estações foram desativadas e os carregadores foram removidos.

## Vantagens
- Economia: Evita a necessidade de aquisição e manutenção de carro próprio.
- Mobilidade: Favorece uma mobilidade urbana, no qual o usuário poderá escolher o melhor meio de transporte em função de suas necessidades de deslocamento.
- Sustentabilidade: Carro 100% elétrico, evitando a emissão de poluentes na atmosfera.
- Mais vagas: Cada carro compartilhado, num sistema amplo, evita entre 6 e 9 carros particulares.
- Integração: O sistema se integra aos demais modais de transportes.
- Estacionamento: O sistema de carros compartilhados possui estacionamento exclusivo nas estações.

## Funcionamento
Para a utilização do VAMO era necessário realizar um cadastro, no qual os usuários deveriam fornecer endereço eletrônico (e-mail) no website do sistema. Em seguida, após a confirmação do e-mail do usuário, deveriam ser enviados, também por meio do website, os dados pessoais e fotos da Carteira Nacional de Habilitação (CNH) e de comprovante de endereço. As informações eram verificadas pela operadora, que entrava em contato com o usuário para agendar hora, data e estação de desejo do usuário para a assinatura do Termo de Responsabilidade, bem como para realizar test-drive acompanhado de técnico.
Para fazer uso do sistema, por meio do site e do aplicativo para smartphone, os usuários podiam reservar qualquer carro elétrico disponível em qualquer uma das estações, tendo até 15 minutos para efetivar a retirada do veículo. Os carros elétricos poderiam ser retirados, todos os dias, das 5h às 23h59, podendo serem devolvidos 24h por dia.

## Tarifas

### Passe mensal
As pessoas que fizerem uso mensalmente do sistema pagarão uma taxa de R$ 20,00, que é integralmente revertida em crédito para uso dos carros. Caso o usuário possua o Bilhete Único, será dado um desconto de 25% nessa taxa. Dessa forma, o usuário manterá um crédito de uso de R$ 20,00, mas pagará somente R$ 15,00.
| Descrição         | Valor mensal | Créditos para uso |
| ----------------- | ------------ | ----------------- |
| Sem Bilhete Único | R$ 20,00     | R$ 20,00          |
| Com Bilhete Único | R$ 15,00     | R$ 20,00          |

### Tarifas por tempo de uso
A tarifação do sistema se dará conforme o tempo em que o carro estiver em uso. Para os primeiros 30 minutos, o valor cobrado do usuário é de R$ 15,00 sendo este valor indivisível, ou seja, do primeiro minuto ao trigésimo minuto o valor cobrado será fixo e totalizará R$ 15,00.
| Tempo de uso        | Tarifa                         |
| ------------------- | ------------------------------ |
| Até 30 minutos      | R$ 15,00                       |
| 31 a 60 minutos     | R$ 20,00                       |
| 61 a 120 minutos    | R$ 30,00                       |
| 121 a 180 minutos   | R$ 35,00                       |
| 181 a 300 minutos   | + R$ 0,30 por minuto adicional |
| mais de 300 minutos | + R$ 0,50 por minuto adicional |

## Estações
Estações e vagas ativas disponíveis em outubro de 2022.
As vagas não possuem carregadores, geralmente os veículos não pernoitam nestas.
| Estação                              | Endereço                                  |
| ------------------------------------ | ----------------------------------------- |
| 1. Vaga VAMO - Igreja de Nazaré      | Rua Jorge Dummar, 2356 - Montese          |
| 2. North Shopping                    | Rua Moreira de Souza, 58 – São Gerardo    |
| 3. Praça Luiza Távora                | Av. Santos Dumont, 1589 – Aldeota         |
| 4. Center Um                         | Rua Barbosa de Freitas, 1100 – Aldeota    |
| 5. Vaga VAMO - Shopping Iguatemi     | Av. Washington Soares, 62 – Edson Queiroz |
| 7. Praça da Imprensa                 | Rua Visconde de Mauá - Dionísio Torres    |
| 8. Praça Antônio Prudente            | Av. Historiador Raimundo Girão, Meireles  |
| 11. Igreja Matriz da Parangaba       | Rua sete de Setembro, 217 - Parangaba     |
| 13. Shopping Rio Mar Fortaleza       | Rua Des. Lauro Nogueira, 1500 - Papicu    |
| 14. Vaga VAMO - Praça do Ferreira    | Rua Floriano Peixoto - Centro             |
| 16. Vaga VAMO - Naútico              | Av. Beira Mar, 2872 - Meireles            |
| 18. Vaga VAMO - Praça da Gentilândia | Rua João Gentil, 15 - Benfica             |

## Outros valores
| Descrição                                                    | Valor                                    |
| Franquia de Danos, Incêndio, Roubo ou Furto do veículo       | R$ 2.500,00 por evento                   |
| Valor por desistência ou cancelamento da reserva do veículo  | R$ 20,00 por evento                      |
| Taxa de serviço administrativo em caso de multas de trânsito | 20% do valor da multa (+ valor da multa) |
| Multa por devolução do veículo sujo (lavagem simples)        | R$ 40,00                                 |
| Multa por devolução do veículo sujo (lavagem pesada)         | R$ 60,00                                 |
| Devolução do veículo em situação de forte odor, mau cheiro   | R$ 100,00                                |